# Dendropsophus triangulum
Dendropsophus triangulum é uma espécie de anfíbio da família Hylidae.
Pode ser encontrada nos seguintes países: Bolívia, Brasil, Colômbia, Equador e Peru.
Os seus habitats naturais são: florestas subtropicais ou tropicais húmidas de baixa altitude, marismas intermitentes de água doce, pastagens, jardins rurais e florestas secundárias altamente degradadas.